# Luis Ram
Luis Ram (... – XVI secolo) è stato mastro di zecca di Napoli e l'Aquila, reggente di cancelleria, secreto e mastroportulano di Principato Citra.

## Biografia
La sua famiglia, di origini catalane, giunse in Italia al seguito del Magnanimo e si espresse al meglio proprio nella figura di Luis Ram, vissuto nella prima metà del XVI secolo.
Il Ram riuscì a diventare reggente di cancelleria e ad assistere attivamente alle riunioni del Consiglio Collaterale senza averne diritto. Lo stesso cardinal Colonna segnalò la cosa a Carlo V, affinché si evitasse per il futuro.
Ufficiale spregiudicato, fu deposto dalla carica di mastro di zecca conseguita nel 1528 a seguito di una causa definita con sentenza segnata 6 giugno 1547 e pilotata dal viceré don Pietro di Toledo.
Dopo questo episodio, si perdono le notizie sul suo conto e il figlio Giovan Andrea Ram risulta beneficiario di cospicue rendite, senza però ricoprire cariche di alto livello come il padre.